# H.P. Zinker
Gli H.P. Zinker sono stati un gruppo alternative rock tedesco attivo nella prima metà degli anni novanta. Il loro stile ispirato al rock progressivo unisce elementi molto diversi tra loro: hard rock, jazz e folk.
Il nucleo della formazione nacque a New York nel 1989 da Hans Platzgumer e Frank "Andi" Pümpel. Il loro debutto avvenne con l'EP ... And There Was Light, prima uscita per la neonata Matador Records, contenente la cover di Dancing Days dei Led Zeppelin. Per la parte di batteria fu usata una drum machine.
Per il primo album, Beyond It All, si aggiunse il batterista statunitense Dave Wasik. Nel 1991 pubblicarono l'EP Sunshine, composto dalla riedizione del brano Sunshine edito sul primo EP, dalla cover Take Five di Dave Brubeck e dal brano To One in Paradise dove partecipa Evan Dando dei Lemonheads.
Nel 1992 ad Andi Pümpel subentrò Uwe Batruel mentre si aggiunse un secondo chitarrista, Stevie Apathetic. 
Il gruppo proseguì l'attività fino alla seconda metà degli anni novanta. La copertina del quarto album in studio, Mountains of Madness titolo preso da un racconto di H. P. Lovecraft,  disegnata da Stefan Sagmeister ricevette la nomination al Grammy Award.

## Formazione
- Hans Platzgumer (voce, chitarra)
- Andi Pümpel (basso)
- Stevie Apathetic (pseudonimo di Stephan Apicella-Hitchcock, chitarra)
- David Wasik (batteria)
- Uwe Batruel (basso)

## Discografia

### Album
- 1990 - Beyond It All - (Roughneck Recording Company)
- 1990 - From Boston to Schwertberg - (live, Nur Sch. Rec!)
- 1991 - Hovering - (Roughneck Recording Company)
- 1992 - Perseverance - (Thrill Jockey)
- 1994 - Mountains of Madness (Enemy Records)

### EP
- 1989 - ... And There Was Light (Matador Records)
- 1991 - The Sunshine EP
- 1992 - The Mysterious Girl EP
- 1992 - The Reason EP